# Hiromiči Jahara
Hiromiči Jahara (japonsky: 八原博通 Jahara Hiromiči; 12. října 1902 – 7. května 1981) byl vysoký japonský důstojník, který dosáhl hodnosti plukovníka, účastník bitvy o Okinawu. Téměř půlku své vojenské kariéry strávil v generálním štábu a jako učitel na válečné akademii.
Napsal knihu The Battle for Okinawa, kde popisuje své zkušenosti vysoce postaveného štábního důstojníka 32. japonské armády během bitvy o Okinawu. V knize vysvětluje vliv samurajského morálního kodexu bušidó na mentalitu japonských vojáků, sděluje svůj názor na válku v Tichomoří a chování japonského generálního štábu během ní.